# Ford Model C
El Ford Model C va ser un automòbil produït al Regne Unit entre 1934 i 1937. També va ser muntat a Barcelona entre 1934 i 1936. La versió alemanya, produïda a Colònia al mateix període, va rebre el nom de Ford Eifel.
El cotxe equipava una versió engrandida del motor de vàlvules laterals del Ford Model Y, amb la cilindrada incrementada fins als 1172cc en eixamplar el diàmetre dels 56.6 mm al 63.5 mm però mantenint la carrera en els 92.5mm. El motor estàndard donava 32 CV de potència a 4000 rpm. Aquest motor va tenir una llarga vida, sent instal·lat per diversos productors de vehicles esportius i per la mateixa Ford en altres models fins a 1962. La suspensió era la tradicional de Ford, amb ballestes transversals i eixos rígids davant i darrere, com venia sent habitual des del Ford T. La caixa de canvis era de tres relacions
A més de les versions de dues i quatre portes, també n'hi va haver una de descapotable. A mitjans de 1935 el Model C va rebre algunes millores i es va comercialitzar amb el nom de CX.
La velocitat màxima estava sobre els 110 km/h amb un consum prou raonable per a l'època.